# Pô (ancien département)
Ne doit pas être confondu avec Pô (département du Burkina Faso).
Pour les articles homonymes, voir Po et Eridan.
1802–1814
Entités précédentes :
- République subalpine

Entités suivantes :
- Royaume de Sardaigne

Armes de Turin sous l’Empire

Le Pô, appelé brièvement département de l'Éridan (nom antique du fleuve Pô) de sa création le 11 septembre 1802 au 20 du même mois, est un ancien département français, ayant Turin pour chef-lieu. Il était bordé par les départements de la Doire, des Hautes-Alpes, du Marengo, du Mont-Blanc et de la Stura. Il portait le numéro 104 dans la liste des 130 départements français de 1811
Le département était divisé en trois arrondissements :
- Arrondissement de Pignerol[4], 11 cantons et 56 comumnes :
  - Canton de Bricherasio : Briqueras (Bricherasio), Macel (Macello), Osasco, Prarostino, Saint-Jean, Saint-Second (San Secondo di Pinerolo).
  - Canton de Cavour : Bibiana, Campion (Campiglione-Fenile), Cavour, Fénile (Campiglione-Fenile), Garsigliana (Garzigliana).
  - Canton de Cumiana : Cantalupa, Cumiana, Oliva (Tavernette, Cumiana), Piossasco.
  - Canton de Fenestrelle : Fenestrelle, Méan (Méano, Perosa Argentina), Mentoulles (Fenestrelle), Roure, Traverses (Pragelato), Usseaux.
  - Canton de None : Airasca, Castagnole Piemonte, None, Osasio, Volvera.
  - Canton de Pérouse-Pinasca (Perosa Argentina) : Inverso-Porte (Porte, Massello), Inverso Pinasca, Perosa-Pinasca (Perosa Argentina), Pomaret (Pomaretto), Pramol (Pramollo), Villard (Villar Perosa), Saint-Germain (San Germano Chisone)
  - Canton de Pignerol (Pinerolo) : Abbadia (Pignerol), Buriasco, Frossasco, Pignerol (Pinerolo), Piscina, Porte (Massello), Roletto, Saint-Pierre (San Pietro Val Lemina).
  - Canton de La Tour-Pélis (Torre Pellice) : Angrogna, Bobbi (Bobbio Pellice), Lucerne (Luserna San Giovanni), Lusernetta, Rorà, La Tour-Pélis (Torre Pellice), Villar Pellice
  - Canton de Valbalsille (Balziglia) : Valbalsille (Balziglia).
  - Canton de Vigon (Vigone) : Cercenasco, Scalenghe, Vigon (Vigone), Virle (Virle Piemonte).
  - Canton de Villefranche (Villafranca Piemonte) : Lombriasco, Pancalieri, Villefranche (Villafranca Piemonte).
- Arrondissement de Suse[5], 8 cantons et 61 communes :
  - Canton d'Avigliana : Avigliana, Buttigliera Alta, La chiasa (Chiusa di San Michele, ), Réan (Reano), Rosta, Saint-Ambroise (Sant'Ambrogio di Torino), Saint-Antonin (Sant'Antonino di Susa), Valgioie, Vayes (Vaie), Villar-Fouchard (Villar Focchiardo), Villarbasse.
  - Canton de Bardonèche (Bardonecchia) : Les Arnauds (Bardonecchia), Bardonèche (Bardonecchia), Beaulard (Oulx), Melezet (Bardonecchia), Millaures (Bardonecchia), Rochemolles (Bardonecchia).
  - Canton de Bussolin (Bussoleno) : Bourgon (Borgone Susa), Brusol (Bruzolo), Bussolin (Bussoleno), Chanoux (Chianocco), Frassinere (condove), Mattie, Méans (Meana di Susa), Saint-Didier (San Didero), Saint-Joire (San Giorio di Susa).
  - Canton de Césanne Cesana Torinese : Bousson (Cesana Torinese), Césanne (Cesana Torinese), Champlas (Sestriere), Clavière (Clavières), Fenils (Cesana Torinese), Mollières (Cesana Torinese), Rollieres (Sauze di Cesana), Sauze di Cesana, Solomiac (Cesana Torinese), Thures (Cesana Torinese).
  - Canton de Giaveno : Coazze, Giaveno, Trana.
  - Canton d'Oulx : Désèrtes (Cesana Torinese), Oulx, Salbertrand, Sauze d'Oulx, Savoulx (Oulx).
  - Canton de Suse : Chaumont (Chiomonte), Exilles, Le Ferriere, Foresto (Bussoleno), Gravière (Gravere), Jaillons (Giaglione), Mompantier (Mompantero), Novalaise (Novalesa), Suse (Susa), Vénaux (Venaus).
  - Canton de Villar-Almese (Villar-sur-Doire) : Almese, Chiaurie (Caprie), Condove, Mocchie (Condove), Rivera (Almese), Rubiane (Rubiana), Villar-Almese (Villar-sur-Doire).
- Arrondissement de Turin[6], 18 cantons et 105 communes :
  - Canton de Carignan (Carignano) : Candiolo, Carignan (Carignano), Piobesi Torinese, Stupinis (Stupinigi, Nichelino), Villastellone, Vinovo.
  - Canton de Carmagnole (Carmagnola) : Carmagnole (Carmagnola).
  - Canton de Casalborgone : Casalborgone, Castagneto Po, Cinzano, Lauriano, San Sebastiano da Po.
  - Canton de Caselle (Caselle Torinese) : Borgaro Torinese, Caselle-Torinese, Leyni (Leinì), Settimo Torinese.
  - Canton de Ceres : Ala di Stura, Balme (Barmes), Bonzo (Groscavallo), Cantoira, Ceres, Chialambertetto (Balme), Chialamberto, Forno di Groscavallo (Forno Alpi Graie, Groscavallo), Groscavallo, Mondrone (Ala di Stura), Mottera (Chialamberto), Vonzo (Chialamberto).
  - Canton de Ciriè : Cirié, Nole, Grosso, Mathi, Robassomero, Saint Maurice (San Maurizio Canavese), Vauda-de-Cirié (Cirié), Vauda-de-Saint-Maurice (Vauda, Grosso), Villeneuve (Villanova Canavese).
  - Canton de Corio : Barbania, Corio, Front, Rocca de Corio (Rocca Canavese), Vauda de Front (Vauda Canavese).
  - Canton de Gassino (Gassino Torinese) : Avuglione (Marentino), Bardassano (Gassino Torinese), Bussolino (Gassino Torinese), Castiglione Torinese, Gassino Torinese, Rivalba, San Mauro Torinese, Saint Raphaël (San Raffaele Cimena), Sciolze.
  - Canton de Lanzo (Lanzo Torinese) : Balangero, Cafasse, Coazzolo (Coassolo Torinese), Germagnano, Lanzo Torinese, Mezzenile, Monastero di Lanzo, Monasterolo Torinese (Cafasse), Pessinetto, Traves.
  - Canton de Moncalieri : Cavoretto (Turin), Moncalieri, Nichelino, Revigliasco (Moncalieri), Trofarello.
  - Canton d'Orbassano : Beinasco, Bruino, Orbassano, Rivalta di Torino, Sangano.
  - Canton de Poyrino (Poirino) : Cambiano, Poirino.
  - Canton de Quiers (Chieri) : Andezeno, Baldissero Torinese, Quiers (Chieri), Pavarolo, Pecetto Torinese, Pino-Prés-Quiers (Pino Torinese).
  - Canton de Riva-de-Quiers (Riva presso Chieri) : Arignano, Marentino, Mombel (Mombello di Torino), Montaldo Torinese, Moriondo Torinese, Riva-de-Quiers (Riva presso Chieri).
  - Canton de Rivoli : Alpignano, Caselette, Collegno, Pianezza, Rivoli, Valla-Tour (Val della Torre).
  - Canton de Turin : Grugliasco, Turin (6 Justices).
  - Canton de Venerie (Venaria Reale) : Baratonia (Varisella), Druento, Givoletto, La Cassa, San Gillio, Vallo Torinese, Varisella, Vénérie (Venaria Reale).
  - Canton de Viù : Col-Saint-Jean (Col San Giovanni), Lemie, Ussuglio, Viù.

## Liste des préfets

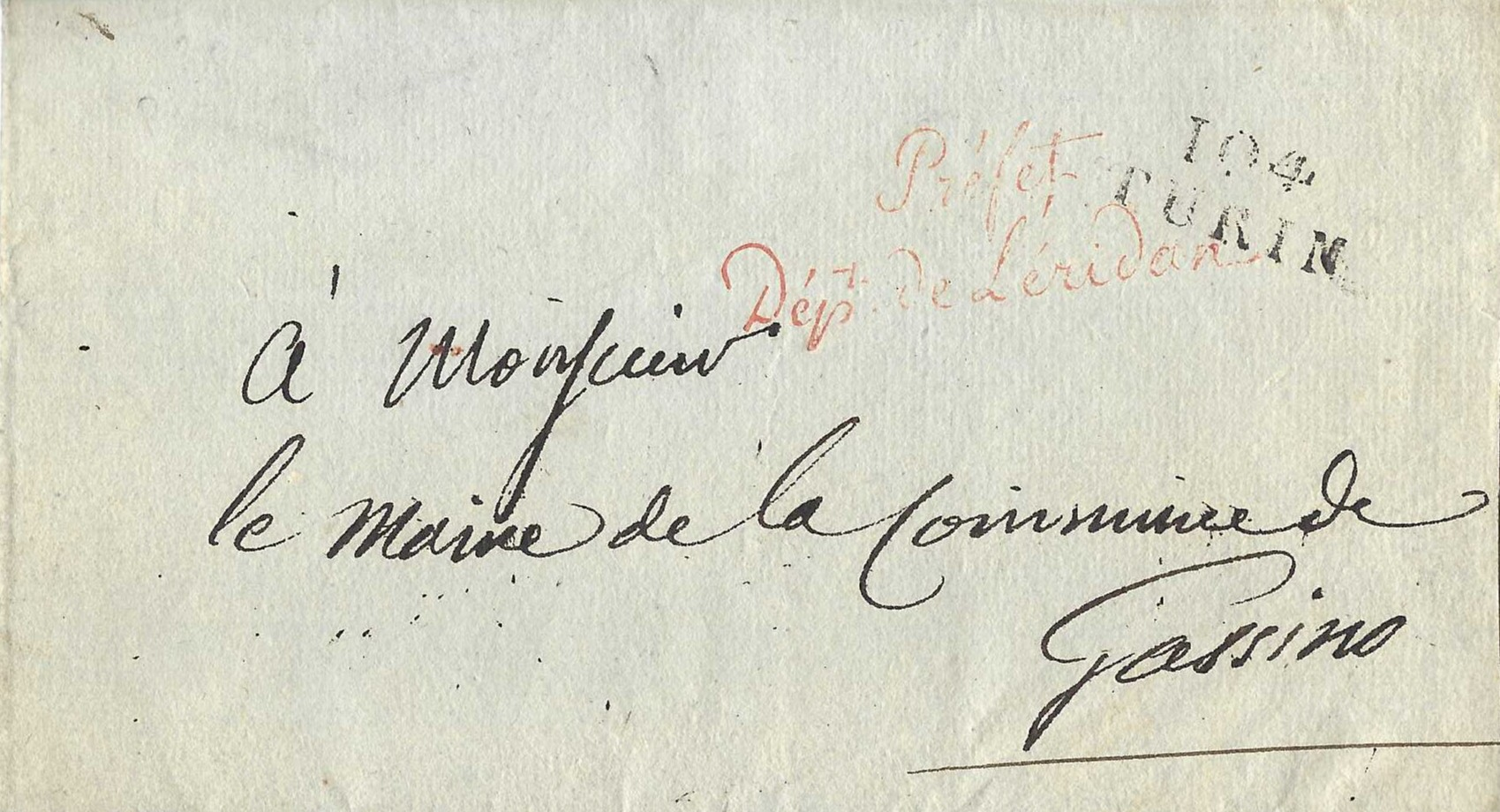
Lettre du 28 floréal An XIII portant le cachet de franchise du préfet de l'Eridan

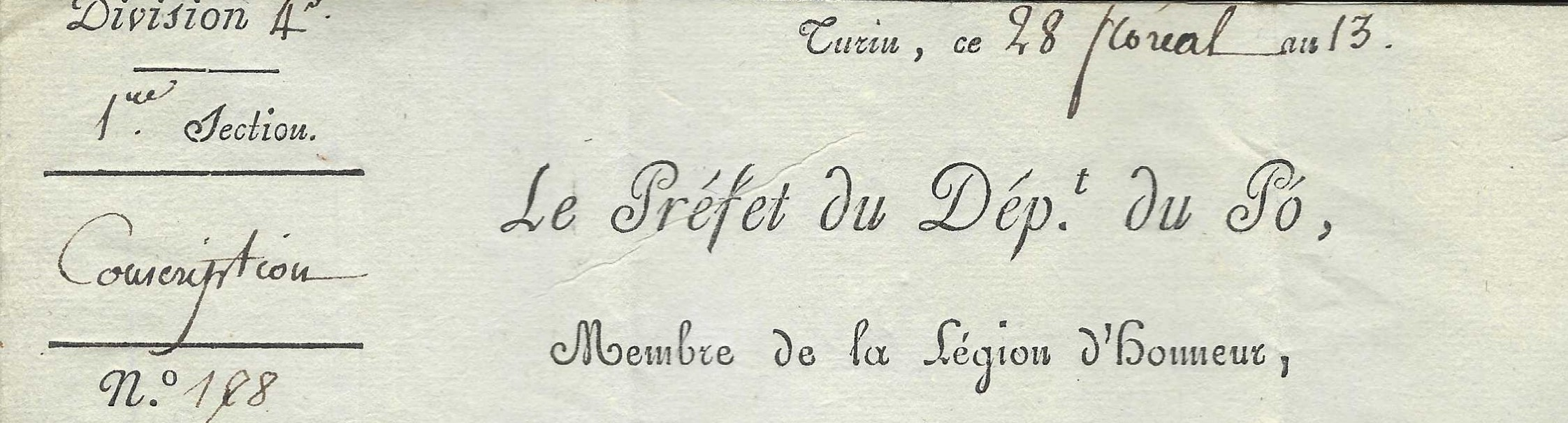
En-tête de lettre du 28 floréal An XIII du préfet de l'Eridan/Pô

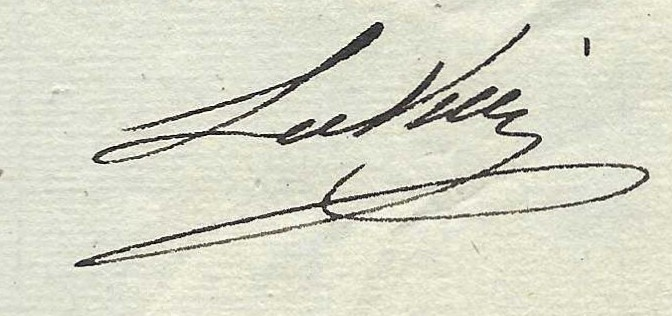
Signature du préfet La Ville sur lettre du 28 floréal An XIIO

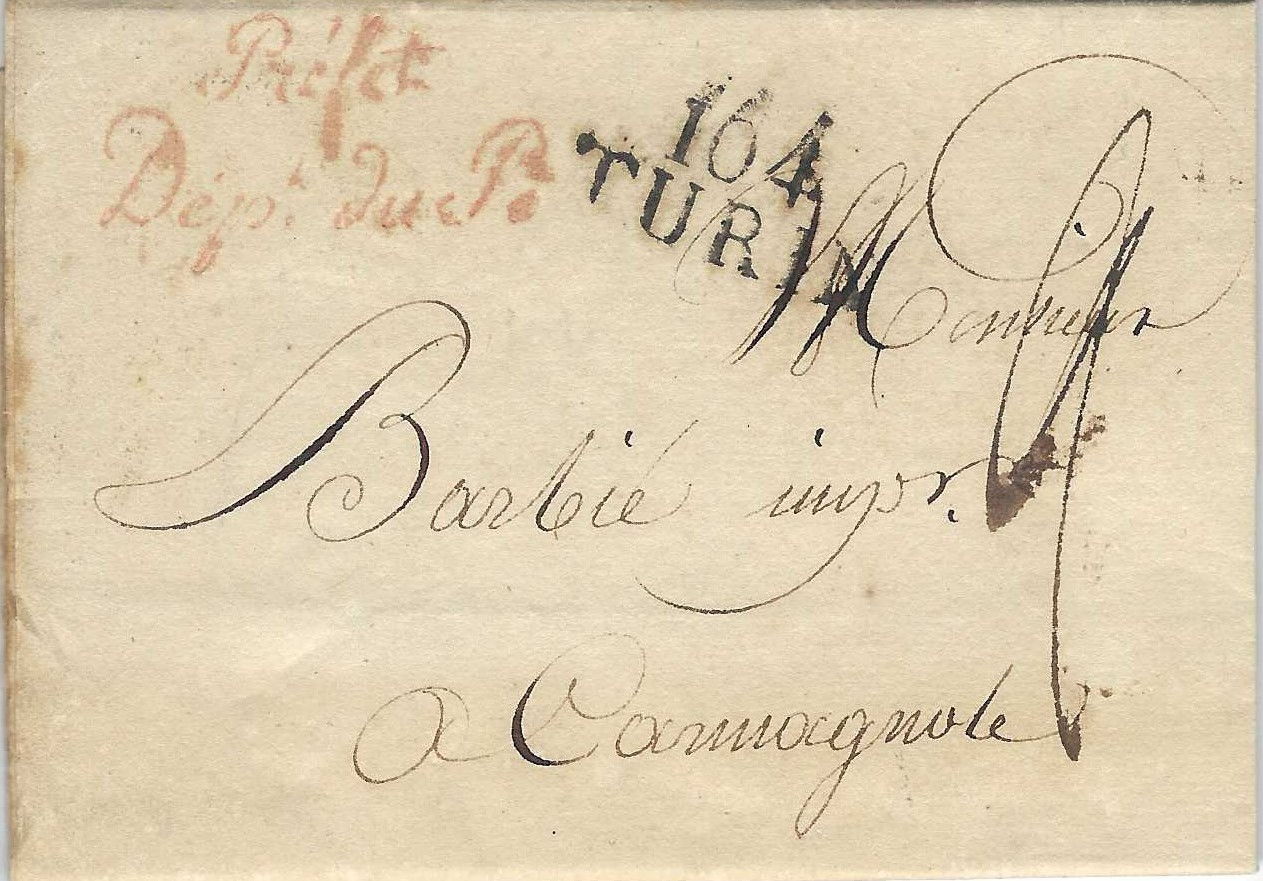
Lettre du 28 janvier 1811 portant le cachet de franchise du préfet du Pô

| Période         | Période         | Identité                                                     | Fonction précédente                                                                                           | Observation |
| --------------- | --------------- | ------------------------------------------------------------ | --- | --- |
| 26 août 1802    | 1805            | Victor Hercule Joseph Ferdinand de La Ville de Villastellone | Membre de la Consulta                                                                                         | Nommé chambellan de Madame Mère, membre du Sénat conservateur                                                            |
| 4 mai 1805      | 15 janvier 1808 | Pierre Loysel                                                | Membre de l'Assemblée législative Membre de la Convention nationale Préfet de la Meuse-Inférieure (1801-1805) | En 1809, nommé Conseiller maître à la cour des comptes                                                                   |
| 15 janvier 1808 | 19 février 1809 | Étienne Vincent de Marniola                                  | | Nommé conseiller d'État en service extraordinaire (mort en cette fonction le 13 octobre 1809)                            |
| 19 février 1809 | 1813            | Alexandre de Lameth                                          | Préfet de la Roer                                                                                             | Préfet de la Somme (première Restauration) Préfet de la Haute-Garonne (Cent-Jours) Pair de France (seconde Restauration) |